# 1839 a tudományban
Az 1839. év a tudományban és a technikában.

## Biológia
- Theodor Schwann szerint minden élőlény sejtekből épül fel.

## Kémia
- Carl Gustaf Mosander felfedezi a lantánt

## Felfedezés
- James Clark Ross elindul tudományos expedícióra az Antarktiszra

## Geológia
- Roderick Murchison elnevezi a szilur földtörténeti korszakot

## Technika
- Kirkpatrick Macmillan feltalálja a kerékpárt
- William Grove feltalálja az üzemanyagcellát
- Charles Goodyear feltalálja a vulkanizált gumit

## Díjak
- Copley-érem: Robert Brown
- Wollaston-érem: Christian Gottfried Ehrenberg

## Születések
- február 11. – Josiah Willard Gibbs elméleti fizikus, kémikus († 1903).
- április 12. – Nyikolaj Mihajlovics Przsevalszkij felfedező († 1888).
- június 16. – Julius Petersen dán matematikus († 1910)

## Halálozások
- április 8. – Pierre Prévost fizikus (* 1751).
- június 27. – Allan Cunningham botanikus és felfedező (* 1791).
- augusztus 28. – William Smith geológus (* 1769).
- szeptember 29. – Friedrich Mohs mineralógus (* 1773)
- november 15. – William Murdoch feltaláló (* 1754).